# Киргистан на Светском првенству у атлетици у дворани 2008.
Киргистан је учествовао на 12. Светском првенству у атлетици у дворани 2008. одржаном у Валенсији  од 7. и 9. марта.
Репрезентацију Киргистана на његовом деветом учешћу на светским првенствима у дворани представљало је двоје атлетичара који су се такмичили у две дисциплине.
На овом првенству атлетичари Киргистана нису освојили ниједну медаљу, а постигнут је један најбољи резултат сезоне.

## Учесници
| Мушкарци: - Сергеј Пакура — 1.500 м | Жене: - Татјана Јефименко — Скок увис |

## Резултати

### Мушкарци
| Атлетичар     | Дисциплина | Лични рекорд | Квалификације | Квалификације | Полуфинале           | Полуфинале           | Финале               | Финале  | Детаљи |
| Атлетичар     | Дисциплина | Лични рекорд | Резултат      | Место         | Резултат             | Место                | Резултат             | Место   | Детаљи |
| ------------- | ---------- | ------------ | ------------- | ------------- | -------------------- | -------------------- | -------------------- | ------- | ------ |
| Сергеј Пакура | 1.500 м    | 3:48,83о     | 3:50,86 ЛРС   | 7. у гр. 3    | Није се квалификовао | Није се квалификовао | Није се квалификовао | 22 / 23 |        |

### Жене
| Атлетичарка       | Дисциплина | Лични рекорд | Квалификација | Квалификација | Финале                | Финале  | Детаљи |
| Атлетичарка       | Дисциплина | Лични рекорд | Резултат      | Место         | Резултат              | Место   | Детаљи |
| ----------------- | ---------- | ------------ | ------------- | ------------- | --------------------- | ------- | ------ |
| Татјана Јефименко | скок увис  | 1,97 о       | 1,81          | 16            | Није се квалификовала | 17 / 18 |        |